# Wzgórze Hetmańskie
Wzgórze Hetmańskie (do 1945 niem.: Kosacken Berg) – naturalne wzniesienie o łagodnych zboczach w Szczecinie, w dzielnicy Pomorzany, w rejonie ulic: Legnickiej, 9 Maja, Milczańskiej i Białowieskiej. Najwyższy punkt osiąga wysokość 39 m n.p.m..
W latach 1863–65 wybudowano tutaj wieżę ciśnień wody pitnej, którą w 1986 roku przerobiono na kościół. W latach 30. XX wieku wzniesiono obok lokomotywownię. Po II wojnie światowej teren w większości zajmowały nieużytki, dopiero w latach 60. okolice oraz zbocza Wzgórza Hetmańskiego zostały częściowo zabudowane blokami mieszkalnymi. Pozostałą część przeznaczono na boiska sportowe oraz korty tenisowe Spółdzielni Mieszkaniowej "Kolejarz". W 1984 roku obok dawnej wieży ciśnień otworzono Szkołę Podstawową nr 55.
Niemiecka nazwa wzgórza brzmiała Kosacken Berg (Góra Kozacka), co wiązało się z epizodem z czasów wojny północnej, kiedy w 1713 roku dotarły tam pierwsze patrole wojsk rosyjskich a ściślej Kozaków.